# 冰河追凶
《冰河追凶》，徐伟自编自导，梁家辉、佟大为主演的一部侦探悬疑电影。中国于2016年4月15日上映。

## 剧情概述
北方冰河里发现了一具男尸，其胃里一种罕见化学原料引起了老警察周鹏的注意。同时南方年轻警察汪豪正在调查一起绑架案。新的尸体让他们相遇，线索直指十年前的事件，两位警察一同找出隐藏在背后的秘密。

## 演员
| 演员   | 角色   | 备注         |
| 梁家辉 | 周 鹏  | 老警察       |
| 佟大为 | 汪 豪  | 南方年轻警察 |
| 周冬雨 | 欣 怡  | 周鹏之女     |
| 邓家佳 | 吴 雪  | 女警察       |
| 魏 晨  | 李永胜 |              |
| 曹卫宇 | 韩 明  |              |
| 吴谨西 | 李静奕 |              |

## 音乐
| 曲目     | 作词 | 作曲     | 演唱 | 备注   |
| 《破绽》 |      | 岩代太郎 | 魏晨 | 主题曲 |

## 制作
本片是是摄影师出身的徐伟担任导演的首部作品。2015年2月8日在黑龙江省伊春市开机。
在伊春市拍摄时，温度为零下40度左右，不少工作人员吐槽温度太低手机也冻死机。
佟大为表示因梁家辉邀请，接演本片。

## 宣传
2015年6月13日于上海国际电影节上举行首次新闻发布会，发布了“破冰版”概念海报。导演徐伟，主演佟大为、周冬雨、邓家佳、魏晨等出席并亮相红毯。
2016年3月2日片方宣布定档4月15日并发布一款先导预告及“倒春寒”版海报，然而预计于当日下午在北京举办的发布会因安全隐患推迟。
3月17日发布主题曲《破绽》和终极海报。
3月29日在北京举办“通缉令”主题发布会，导演徐伟携梁家辉、佟大为亮相。并发布动作特辑曝光了大量动作场面。
4月111日在北京举行首映发布会，导演徐伟携主演梁家辉、佟大为、周冬雨、邓家佳、魏晨等出席。
9月1日在第73届威尼斯国际电影节市场放映。

## 奖项
2016年9月18日，作为首届意大利中国电影节主竞赛单元入围影片获得评委会特别奖。

## 分级制度
依香港电影分级制度本片属于第IIB级别，青少年及儿童不宜